# Усв'яча
Усв'яча — річка в Росії й Білорусі у Куньївському, Усвятському й Вітебському районах Псковської й Вітебської областей. Права притока річки Західної Двіни (басейн Балтійського моря).

## Опис
Довжина річки 100 км, похил річки 0,15 %, площа басейну водозбору 2340 км², середньорічний стік 15,0 м³/с. Формується притоками, безіменними струмками та загатами.

## Розташування
Бере початок із озера Усминського. Спочатку тече переважно на північний захід через озера Городно, Милицино та Озерон. Далі тече переважно на південний захід через озера Ордосне, Сорочине та Усвятське і на північно-східній стороні від селища Сураж впадає в річку Західну Двіну.